# Gruppo Sportivo Oratorio Pallavolo Femminile Villa Cortese 2008-2009
Questa voce raccoglie le informazioni riguardanti il Gruppo Sportivo Oratorio Pallavolo Femminile Villa Cortese nelle competizioni ufficiali della stagione 2008-2009.

## Organigramma societario
Area direttiva
- Presidente: Giancarlo Aliverti

Area tecnica
- Allenatore: Annalisa Zanellati (fino al 4 marzo 2009), Igor Galimberti (dal 5 marzo 2009)
- Allenatore in seconda: Roberta Bandera
- Assistente allenatore: Igor Galimberti (fino al 4 marzo 2009)

Area sanitaria
- Medico: Enrico Cecchetti
- Fisioterapista: Igor Galimberti, Marco Monzoni

## Rosa
| N° | Nome                | Ruolo | Data di nascita   | Nazionalità sportiva |
| -- | ------------------- | ----- | ----------------- | -------------------- |
| 1  | Nicoletta Luciani   | C     | 22 novembre 1979  | Italia               |
| 2  | Sara Paris          | L     | 19 luglio 1985    | Italia               |
| 3  | Alessandra Pinese   | P     | 24 luglio 1975    | Italia               |
| 4  | Daniela Biamonte    | O     | 3 dicembre 1973   | Italia               |
| 5  | Anna Bo             | P     | 5 marzo 1974      | Italia               |
| 6  | Claudia Crotti      | C     | 27 settembre 1987 | Italia               |
| 7  | Valentina Ciacca    | C     | 31 marzo 1982     | Italia               |
| 7  | Michaela Hasalíková | C     | 18 aprile 1984    | Rep. Ceca            |
| 8  | Alice Blom          | S     | 7 aprile 1980     | Paesi Bassi          |
| 9  | Viviana Ballardini  | S     | 13 aprile 1976    | Italia               |
| 10 | Stefania Monaco     | S     | 8 dicembre 1984   | Italia               |
| 12 | Francesca Nicora    | S     | 11 settembre 1978 | Italia               |
| 13 | Stefania D'Agostino | P     | 12 novembre 1986  | Italia               |
| 16 | Anna Vania Mello    | C     | 27 febbraio 1979  | Italia               |